# Mahitab Kadin
Mahitab Kadin (turco ottomano: مهتاب قادین, lett. "chiaro di luna" o "raggio di luna"; Cecenia, 1830 – Istanbul, 1888), anche nota come Mehtab Kadın, è stata una consorte del sultano ottomano Abdülmecid I.

## Origini
Mahitab nacque in Cecenia nel 1830. Non sono note informazioni sulla sua famiglia, è quindi probabile che non fosse di famiglia nobile e che lavorasse a Palazzo come serva. 

## Consorte imperiale
Il sultano ottomano Abdülmecid I la prese come consorte nel 1845.  
Mahitab fu una delle sue consorti preferite. 
Inizialmente le venne dato il rango di "Seconda Ikbal", col titolo di Mahitab Hanım. Nel 1850 venne promossa a "BaşIkbal" e nel 1853 a "Quinta Kadın", col titolo di Mahitab Kadin, rango onorario dovuto all'affetto del sultano per lei.  
Diede al sultano un figlio e una figlia.  
Nel 1858 fornì fondi per la costruzione di una moschea Göynük.  
Morì nel 1888 a Palazzo Feriye, probabilmente di tubercolosi, e venne sepolta nella Yeni Cami. 

## Discendenza
Da Abdülmecid I, Mahitab ebbe un figlio e una figlia:
- Sabiha Sultan (15 aprile 1848 - 27 aprile 1849). Nata al Palazzo di Çırağan, sepolta nella Yeni Cami.
- Şehzade Ahmed Nureddin (31 marzo 1852 - 3 gennaio 1884). Si sposò una volta, ma non ebbe figli.

## Cultura popolare
- Mahitab è un personaggio del  romanzo storico del 2009 di Hıfzı Topuz Abdülmecit: İmparatorluk Çökerken Sarayda 22 Yıl: Roman.